# Upsetter Records
Upsetter Records fue un sello discográfico jamaicano establecido por Lee "Scratch" Perry en 1968. Perry también abrió la Upsetter Record Shop, tienda donde vendía los discos que producía.
Durante los años 1950 y 1960, Lee "Scratch" Perry trabajó primero para el sello Studio One de Coxsone Dodd y después para Amalgamated Records de Joe Gibbs. Tras desacuerdos personales y financieros, dejó este último, y en 1968 formó su propio sello como un punto de venta para la música que producía y para sus propios discos. El sello se llamó Upsetter Records, y la house band The Upsetters. "The Upsetter" era el apodo de Perry desde su sencillo de 1968 "I Am The Upsetter", una forma de crítica musical de su anterior jefeCoxsone Dodd.
Upsetter Records firmó un contrato de distribución con el sello inglés Trojan Records, y logró su primer éxito con el álbum de 1969 de Perry y The Upsetters 1969 Return of Django, que se convirtió en un hit en Gran Bretaña. El sello comenzó a publicar producciones de la mayor parte de los principales músicos de Jamaica, y entre ellos de The Wailers así como sesiones tempranas de Bob Marley and the Wailers.
En 1973, The Wailers dejaron el sello y firmaron con Island Records. Aston "Family Man" Barrett y su hermano Carlton Barrett dejaron The Upsetters y formaron parte del grupo "Wailers Band", banda de apoyo de The Wailers, y posteriormente parte de Bob Marley and the Wailers. A pesar del contratiempo, Perry construyó el mismo año su mítico estudio Black Ark Studios, centro durante aquella época de la creatividad reggae y dub.
Upsetter Records siguió publicando discos durante los años 1970 hasta que en 1981 Perry quemó completamente su estudio.